# ナコーンラムパーン駅
ナコーンラムパーン駅（ナコーンラムパーンえき、タイ語:สถานีรถไฟนครลำปาง）は、タイ王国北部ラムパーン県ムアンラムパーン郡にある、タイ国有鉄道北本線の駅である。

## 概要
ナコーンラムパーン駅はタイ王国北部ラムパーン県にあり、県庁所在地で人口約23万人が暮らすムアンラムパーン郡にある。駅名こそナコーンラムパーン駅を称しているが、現在の自治体名であるムアンラムパーン郡およびラムパーン県には古典的に「都市」を意味する「ナコーン」の接辞は冠されていない。そのため、ナコーンサワン、ナコーン・ラーチャシーマ、ナコーン・シー・タマラート等の例とは異なり、現地ではもっぱら「ラムパーン駅」とのみ呼ばれることが多い。駅の正面側は東向きであり、町の中心部に位置する。当駅は首都バンコクから642.29km地点にあり、特急列車利用で10時間程度である。 
一等駅であり特急列車を含むすべての列車が停車し、1日当たり12列車（6往復）が発着する。その内訳は、特急3往復、急行1往復（当駅で増解結あり）、快速1往復、普通1往復である。また当駅を含むロッブリー駅より終点チエンマイ駅までは、単線区間である。

## 歴史
1916年4月1日にチエンマイを目指し延伸工事を行っていた北本線は、メーチャン駅より当駅までの区間が完成し、当駅は終着駅として開業した。開業して8箇月後の12月20日に、メータンノイ駅まで延伸開業により途中駅となった。
- 1916年4月1日 【開業】メーチャン駅　-　ナコーンラムパーン駅 (41.96km)
- 1916年12月20日 【開業】ナコーンラムパーン駅　-　メータンノイ駅 (29.51km)

## 駅構造
単式及び島式1面の複合型ホーム2面2線をもつ地上駅であり、駅舎はホームに面している。駅舎は、中国風の重厚な建築様式である。

## ラムパーン車輛所
当駅に隣接して西側に、タイ国有鉄道のラムパーン車輛所がある。ディーゼル機関車、気動車、客車、貨車の修理、整備をおこなっている為車輛所内は常に各種車輛で賑わっている。北本線は当駅とラムプーン駅との間にタイ鉄道最高地点（標高578メートル）を擁する山岳急勾配区間，「クンターン峠」を控えており、当該勾配区間に対応するための補機の運用，検修は当車輌所の重要な役目である。転車台、扇形機関庫があり、退役したB.L.C.25操重車が静態保存されている。

## C56形蒸気機関車

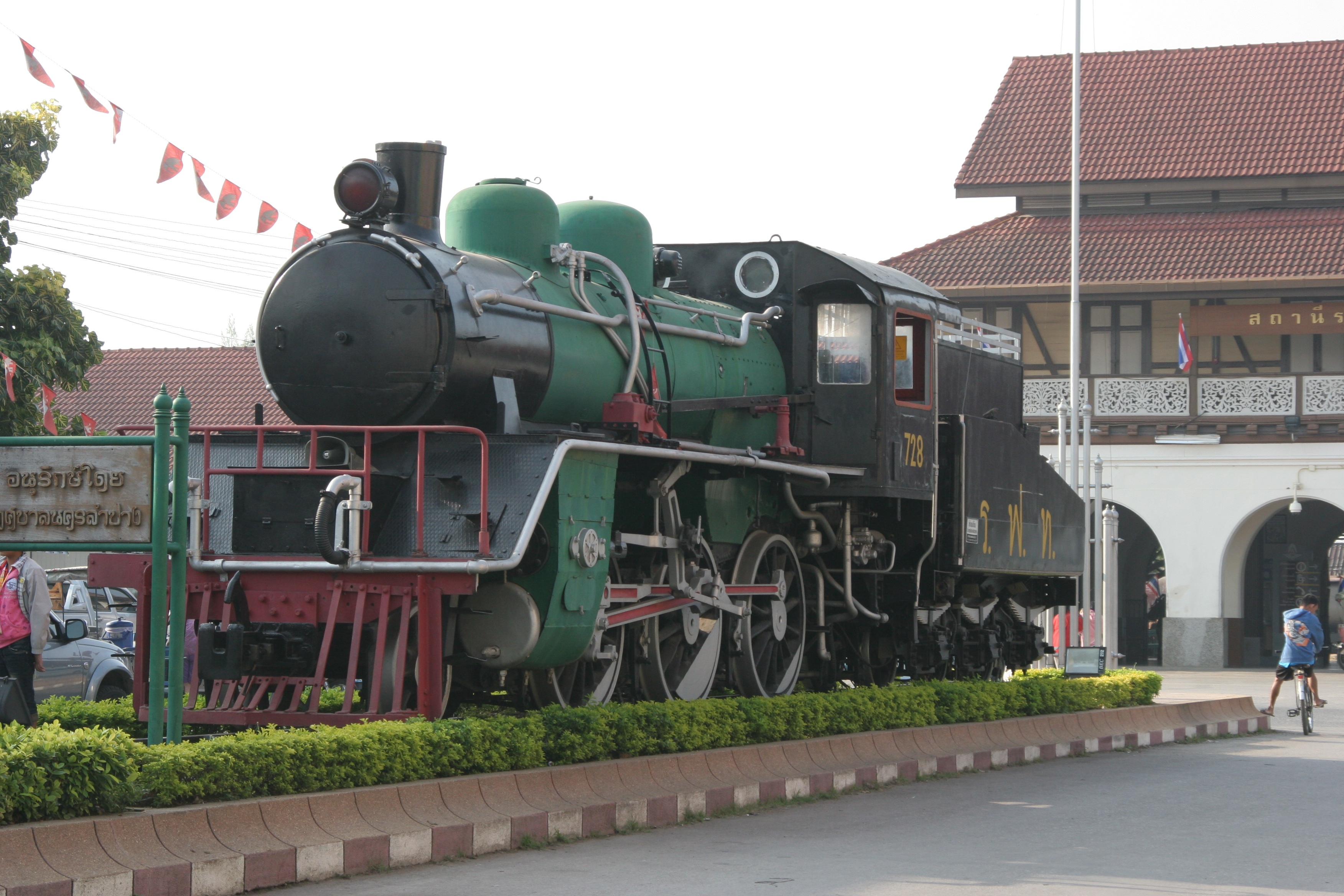
駅前にある蒸気機関車728号機

駅前に退役した蒸気機関車728号機（元C56 36:1936年日本車輌製造、製造番号414）が静態保存されている。

## 駅周辺の施設等
- バスターミナル（1.4km）
- ラムパーン空港(4km)
- ワット・プラケーオドーンタオスチャーダーラーム(6km)
- ワット・プラタートラムパーンルワン(18km)